# 사랑이라는 것은
"사랑이라는 것은"은 1969년 공개된 대한민국의 영화이다.

## 배역
- 신영균
- 문희
- 남진
- 박암